# Beinza-Labayen
Beinza-Labayen (em castelhano) ou Beintza-Labaien (em basco) é um município da Espanha
na província e comunidade autónoma de Navarra. Tem 28,13 km² de área e em 2021 tinha 214 habitantes (densidade: 7,6 hab./km²). O nome do município é a junção dos nomes das suas duas principais localidades, (Beinza/Beintza e Labayen/Labaien). Até à década de 1980, o nome oficial era apenas Labayen.

## Demografia
| Variação demográfica do município entre 1991 e 2004 | Variação demográfica do município entre 1991 e 2004 | Variação demográfica do município entre 1991 e 2004 | Variação demográfica do município entre 1991 e 2004 |
| --------------------------------------------------- | --------------------------------------------------- | --------------------------------------------------- | --------------------------------------------------- |
| 1991                                                | 1996                                                | 2001                                                | 2004                                                |
| 321                                                 | 303                                                 | 274                                                 | 264                                                 |